# Cleobianos
Los cleobianos fueron una secta de simonianos en el siglo I de la Iglesia. Murió casi en su nacimiento. 
Hegesipo y Teodoreto que nos hablan de ella no especifican qué opiniones distinguían a los cleobianos de los demás simonianos. Se cree que tuvieron por jefe un tal Cleobio, compañero de Simón. Había compuesto con este heresiarca libros bajo el nombre de Jesucristo para engañar a los cristianos. 